# Francisco Barber Sánchez
Francisco Barber Sánchez (Saragossa, 1 de desembre de 1873 - 25 de juliol de 1923) fou un advocat i polític aragonès.

## Trajectòria
Treballà com a secretari del ministre Eduardo Cobián Roffignac, fou designat pel Partit Liberal Fusionista com a diputat pel districte de Xinzo de Limia a les eleccions generals espanyoles de 1910 en substitució del seu cap que va renunciar a l'acta per haver estat escollit a les mateixes eleccions per la circumscripció de Santa Cruz de Tenerife. Fou escollit novament diputat liberal pel districte de Xinzo de Limia a les eleccions generals espanyoles de 1914, 1916, 1918, 1919, 1920 i 1923. Fou redactor de Heraldo de Madrid, El Imparcial i La Correspondencia de España. Fou nomenat Governador Civil de Barcelona en maig de 1923.